# Karl-Gunnar Lindahl

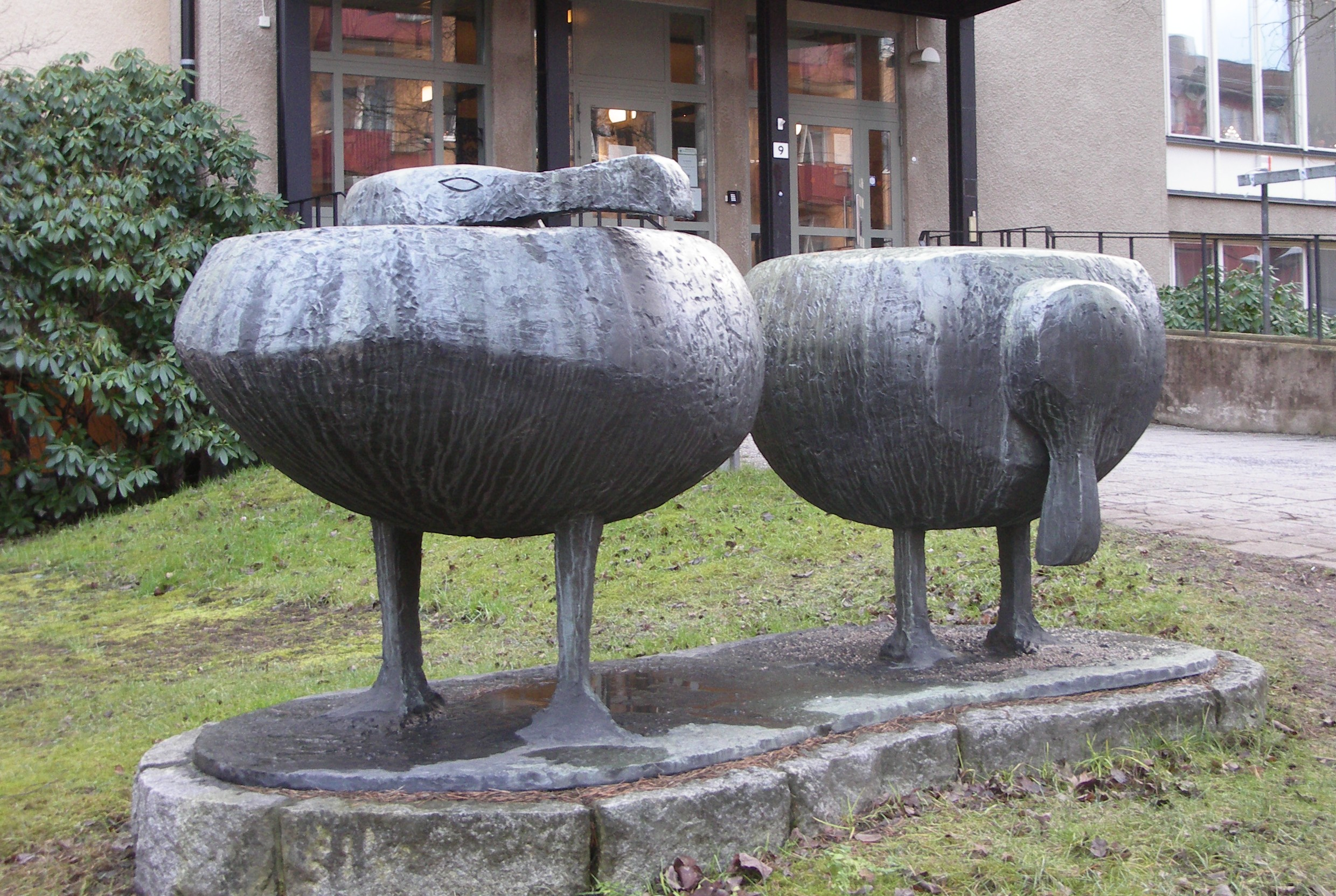
Karl-Gunnar Lindahls Vingkontroll, brons, 1975, Västertorp, Stockholm.

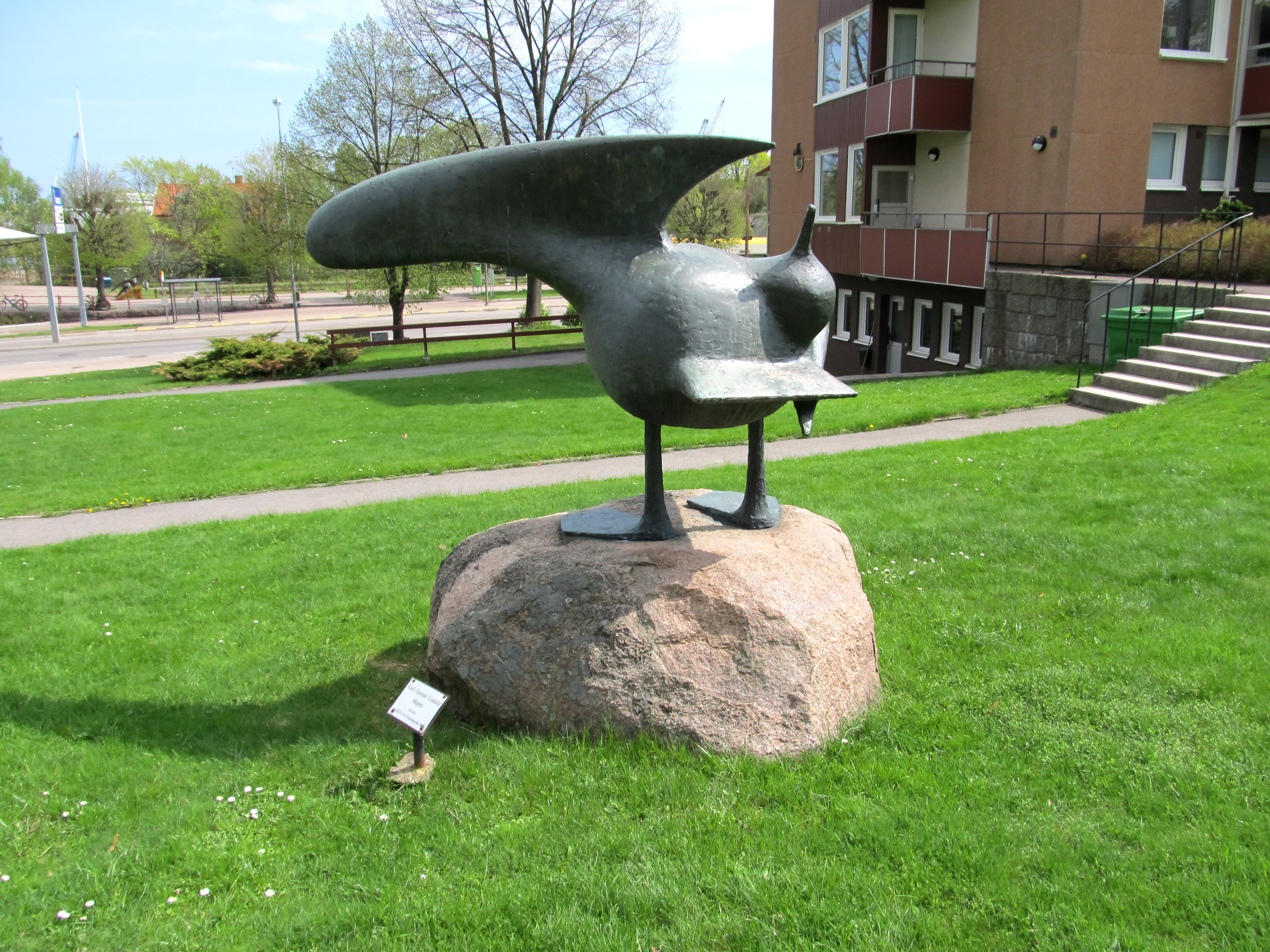
Skulpturen Måsen i Oskarshamns stadspark.

Karl-Gunnar Lindahl, född 30 juni 1918 i Oskarshamn, död 20 mars 1978 i Mariefred, var en svensk skulptör.
Karl-Gunnar Lindahl utbildade sig vid Lena Börjesons skulpturskola och vid Konstakademien. Han har framför allt gjort sig känd för frodiga, massivt formade djurskulpturer, inte minst av fåglar.
Han var gift med Inga Hellman-Lindahl.

## Urval offentliga verk
- Mås (1965), brons, utanför Krigsarkivet, Banérgatan, Stockholm
- Fåglar i damm (1971), brons, Hässelby Torg, Enspännargatan, Hässelby gård, Stockholm
- Vingkontroll (1973), brons, Västertorp, Stockholm
- Fåglar i damm, brons, 1972, Engelska parken i Hässelby gård i Stockholm
- Två måsar, Västerås
- Mås, Flen
- Måsen, Stadsparken, Oskarshamn (Skulpturens position:57°15′45″N 16°27′23″Ö / 57.262448°N 16.4565°Ö)